# Gyalo Thondup
Pour les articles homonymes, voir Dhondup.
Gyalo Thondup, aussi écrit Dhondup (en tibétain : རྒྱལ་ལོ་དོན་འགྲུབ, Wylie : rgyal lo don 'grub), né le 5 novembre 1928 à Taktser (Hongya (红崖村) en chinois) dans une région sinisée de l'Amdo (province du Qinghai sous la république de Chine) et mort le 8 février 2025 à Kalimpong,, est un résistant, premier ministre et diplomate du gouvernement tibétain en exil.
Il est le deuxième frère aîné de Tenzin Gyatso, le 14e dalaï-lama. Sans que le dalaï-lama, selon Carisse Busquet, n'en soit informé, Gyalo Thondup a servi d'interlocuteur principal entre les Tibétains et la CIA, dans le programme tibétain de la CIA et, parlant chinois couramment, a été à plusieurs reprises l'envoyé officieux du dalaï-lama auprès de la Chine.

## Biographie

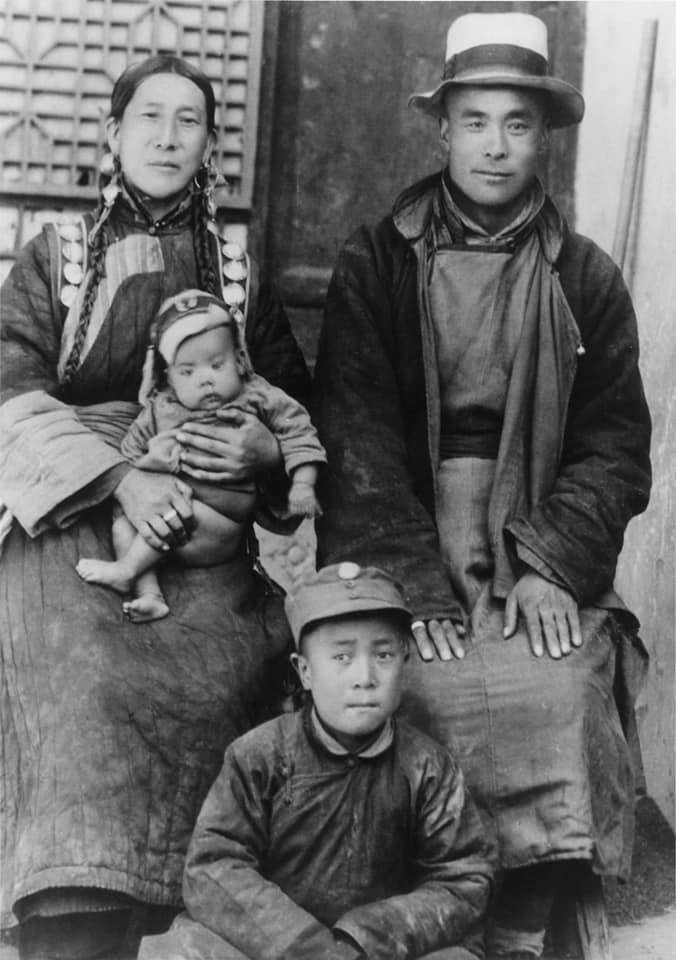
Fin 1935, le jeune dalaï-lama avec sa mère, son père et son frère ainé Gyalo Thondup à Taktser.

Gyalo Thondup est né le 5 novembre 1928 dans une famille paysanne tibétaine dans le village de Taktser.
Il est le fils de Sonam Tsomo (Diki Tsering) et Choekyong Tsering qui eurent 16 enfants, dont 7 dépassèrent la petite enfance. Il naquit après Tsering Dolma, née en 1919, Thupten Jigme Norbu, né en 1922, et avant Lobsang Samten, né en 1933, Tenzin Gyatso (le 14e dalaï-lama), né en 1935, Jetsun Pema, née en 1940 et Tendzin Choegyal, né en 1946. Dans sa famille, il est surnommé Mig Chenpo, signifiant grands yeux en tibétain. Sa langue maternelle n'était pas le tibétain de l'Amdo (comme sa mère), mais le dialecte chinois de Xining adopté par le groupe des Chi-kya Stag-mthser sde-ba dont fait partie sa famille paternelle, à l'instar de nombreux clans tibétains de la région.

### Études à l'université de Nankin

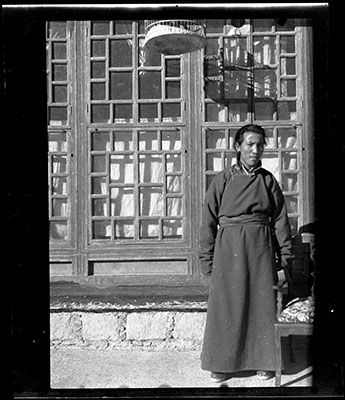
Gyalo Dhondup à Lhassa en 1948-1949.

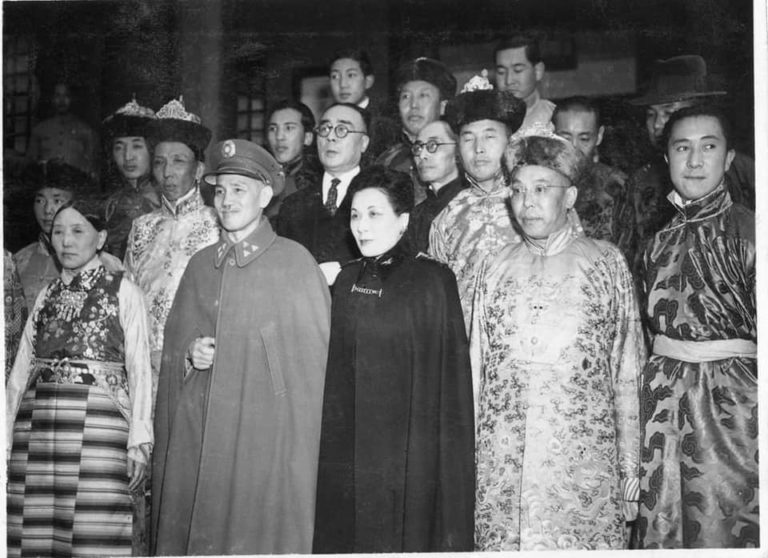
Le président Chiang Kai shek, Madame Chiang, le responsable tibétain Dzasak Lama Thupten Samphel et Gyalo Thondup à Nankin en 1946.

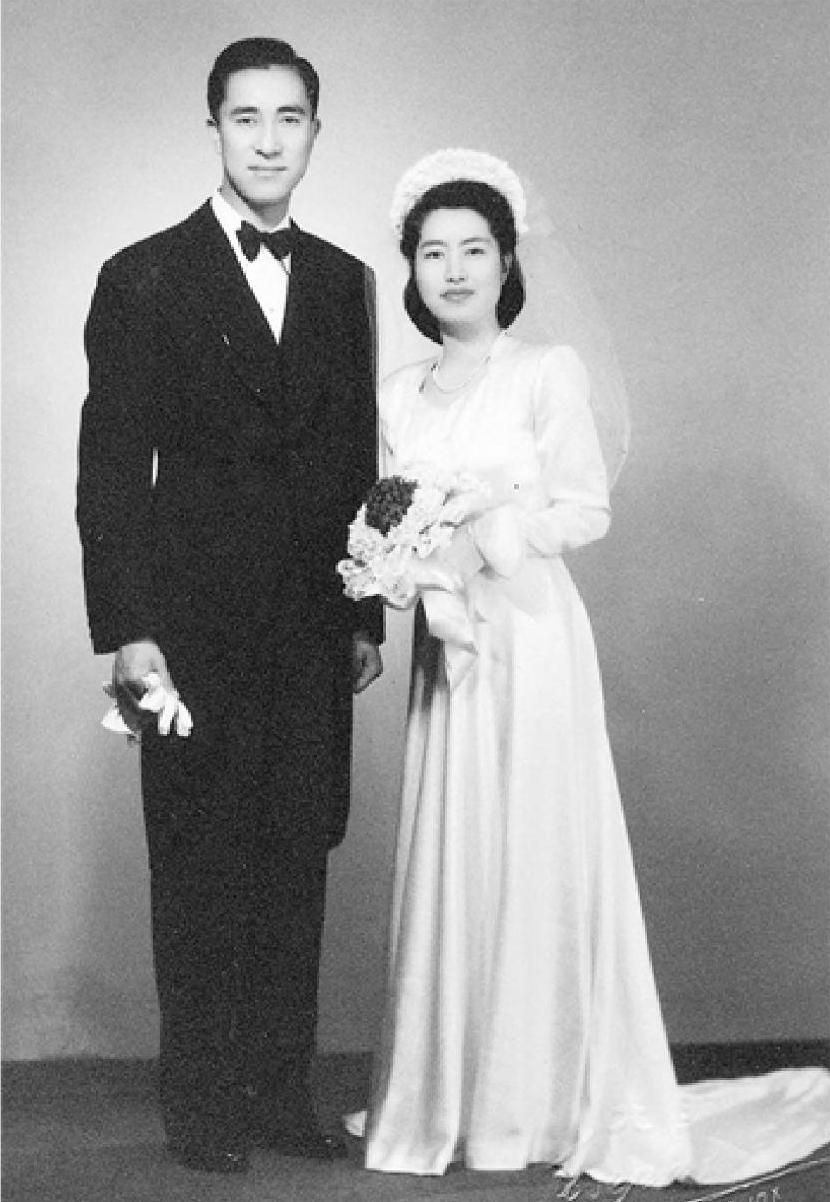
Gyalo Thondup et Zhu Dan le jour de leur mariage en 1948.

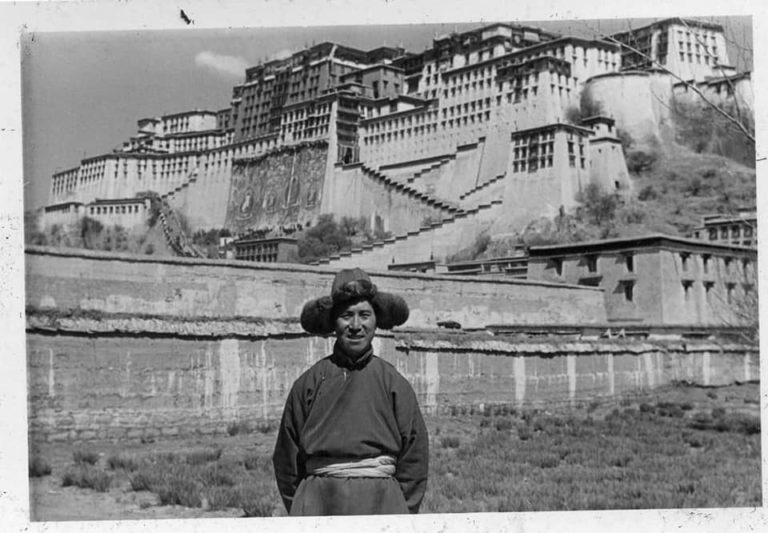
Gyalo Thondup devant le Potala.

Gyalo Dhondup arriva à Lhassa à l'âge de 11 ans. À 13 ans, il se rendit à Nankin, siège du Kuomintang, à l'invitation du général Tchang Kaï-chek pour étudier. Ce dernier avait insisté auprès de la famille du dalaï-lama pour que Gyalo Dhondup soit autorisé à s'y rendre. C'est en 1942 que Gyalo Dhondup se rendit en Chine avec Phuntsok Tashi Takla, se formant avec lui au chinois, à l'anglais et aux mathématiques à l'université des sciences politiques de Nankin,. Entre avril 1947 et l'été 1949, il était régulièrement invité à manger à la maison des Chiang Kai-shek. Là-bas, il reçut un enseignement de l'histoire et de la politique à partir d'un point de vue chinois. Il parle couramment le tibétain, le chinois et l'anglais. Il parvient à gagner Taïwan avec Zhu Dan, son épouse, et sa fille Yangzom Doma. Cependant, les services secrets taïwanais découvrent une lettre que lui a adressé Zhu De en 1949, et il est soupçonné d'être un espion à la solde des communistes chinois. En résidence surveillée dans un grand hôtel, il fait la connaissance de ressortissants américains qui lui proposent de se rendre aux États-Unis .

### Retour à Lhassa
Gyalo Thondup part de Formose avec son épouse et sa fille pour les États-Unis en 1951. Ils séjournent trois mois à Fairfax auprès de son frère Thupten Jigme Norbu, et il lui fait part de son souhait rentrer à Lhassa avec sa mère, alors à Kalimpong. Après un séjour de cinq mois aux États-Unis, Gyalo Dhondup rentre à Lhassa en février 1952 avec sa mère depuis l'Inde. Il s’indigne de constater que nombre de fonctionnaires tibétains sont devenus avides de l'argent chinois octroyé pour très peu de travail. Lui-même est reçu comme le fils prodigue par des Chinois éminents, ce qui peut paraître ambigu .
Peu après son retour, étant informé des atrocités commises en Chine lors de la réforme agraire, il va voir Lukhangwa et Lobsang Tashi, les deux premiers ministres tibétains, et leur propose un projet de réforme agraire pour le Tibet. Pour lui, il est indispensable de redistribuer immédiatement les terres, avant que les Chinois ne le fassent bien plus brutalement. Lui-même est prêt à abandonner toutes les propriétés Yapshi Taklha. Les deux premiers ministres lui conseillent de ne pas ébruiter ses opinions à Lhassa en raison du grand nombre d'espions et d'indicateurs à l'époque .
Le 14e dalaï-lama voulait moderniser le Tibet, car il avait entendu parler des injustices et des inégalités importantes dans le partage des richesses du Tibet, ce qui est opposé aux enseignements du Bouddha. Profitant de la trêve qui suit la démission des deux premiers ministres fin avril 1952, il met en place un comité de réforme qu'il envisage depuis qu'il constate la misère de ses concitoyens lors de son voyage en 1950 vers la vallée de Chumbi. Il veut établir une justice indépendante, un système d’éducation, et construire des routes. Il est du même avis que Gyalo Dhondup sur la nécessité d'une réforme agraire, les grandes propriétés devant revenir à l'État pour être redistribuées aux paysans après indemnisation des propriétaires. Cependant, les grands propriétaires s'y opposent, et surtout les Chinois ne veulent pas se faire ravir la vedette.
Gyalo Dhondup, voulant aider le peuple du Tibet et le 14e dalaï-lama, presse le gouvernement tibétain de donner suite aux réformes du dalaï-lama concernant les propriétés des terres. Le gouvernement y est opposé, mais Gyalo Dhondup se résout à montrer l'exemple et entreprend de donner les deux domaines qu'il possède à ceux qui les ont travaillés et d’annuler les dettes qui les y lient depuis des générations. C'est le moment où le président Mao enjoint au général Tan Guansan de nommer Gyalo Dhondup à la tête de la délégation de la jeunesse tibétaine. Gyalo Dhondup assure y être sensible, mais préfère mener à terme son projet de réforme agraire personnelle .
Gyalo Dhondup veut quitter le Tibet et se rendre en Inde pour inciter les Chinois à la modération envers le Tibet et obtenir une aide extérieure. En juin 1952, il contacte Sumal Sinha , le représentant indien à Lhassa, lequel lui fait savoir dès le lendemain que Nehru lui accorde l'asile politique.

### Exil en Inde
En 1952, Gyalo Dhondup s'exile en Inde. En 1953, la CIA entre secrètement en contact avec lui à Darjeeling.
Gyalo Dhondup, Tsepon W. D. Shakabpa et Khenchung Lobsang Gyaltsen font partie du Comité de protection sociale tibétain (anglais : Committee for Tibetan Social Welfare, Wylie : Bod-kyi Bde-don tshogs-pa). Lors de la visite du dalaï-lama à Mao Zedong à Pékin de 1954 à 1955 le comité déclare que l'absence du dalaï-lama du Tibet est contraire à la volonté du peuple tibétain. Le comité voyage au cours de la visite du dalaï-lama en Inde, où il rencontre à plusieurs reprises des ministres indiens. Avec eux, ils parlent des violations de l'accord en 17 points dans les provinces tibétaines du Kham et de l'Amdo et ils expriment leurs craintes que cela puisse s'étendre à l'U-Tsang.
Lors de la révolte au Tibet oriental en 1958, les Chinois l'accusent d'être un des 9 Tibétains qui, en Inde sous l'influence d'impérialistes, en sont responsables. Ils exigent que la nationalité tibétaine leur soit retirée.
En 1959, lorsque l'Irlande et la Malaisie mettent la question du Tibet à l'ordre du jour de l'Assemblée générale des Nations unies, Gyalo Dhondup avec Tsepon W. D. Shakabpa et Rinchen Sadutshang vont à New-York en mission de soutien. Lors de l'assemblée générale qui se tient les 20 et 21 octobre, la Résolution 1353 adoptée rappelle le respect des droits de l'homme et souligne l'identité culturelle et religieuse du Tibet. La résolution ne fait toutefois aucune mention de la république populaire de Chine.
À l’automne 1960, J.J. Singh et Purshottam Trikamdas accompagnent Gyalo Thondup à New York pour utiliser le soutien de la Conférence afro-asiatique sur le Tibet et contre le colonialisme en Asie et en Afrique qui se tient en avril cette même année et obtenir une résolution de l'ONU en faveur de l'autodétermination du Tibet. Ils réussissent à introduire la résolution, mais elle ne peut être discutée lors des deux séances régulières, qui s'enlisent vers la fin de l'année 1960, et elle est examinée lors de la séance du printemps suivant.
Entre 1964 et 1973, Gyalo Dhondup co-fonde le Parti uni tibétain, le premier parti politique tibétain en exil. Son but est de renforcer la solidarité et l'unité entre les Tibétains et de contrer la république populaire de Chine par des principes communistes. Le Parti uni se situe à côté du gouvernement tibétain en exil, bien que sous l'égide de certains de ses membres. Son noyau dur compte Phuntsok Tashi Takla, Tashi Perab et Lobsang Yeshi. Des membres comme Ratuk Ngawang, Gyari Nyima, Tsewang Tading et Taso Chozak sont recrutés par opportunisme dans les rangs du Chushi Gangdruk, provoquant une division au sein du Chushi Gangdruk qui continue d'affecter cette organisation de nos jours. Le Parti uni avait trois objectifs révolutionnaires : la révolution économique en confisquant le patrimoine, la propriété privée et les revenus des Tibétains en exil pour ouvrir un fonds commun pour tous les Tibétains et créer des communes ; la révolution sociale en supprimant les différences de classes sociales et la révolution religieuse en unifiant les écoles bouddhistes.
En 1970, après que la CIA ait lâché le Tibet à la fin des années 1960 contre un programme d’assistance sur 3 ans et que les Américains ont cessé toute aide, écœuré Gyalo Dhondup se retire à Hong Kong, conservant cependant ses liens avec les services secrets indiens, et les Tibétains ne devaient plus le voir pendant près de 10 ans.

#### Négociations avec Deng Xiaoping
En 1979, Deng Xiaoping invite Gyalo Thondup, à Pékin et lui indique que « toutes les questions concernant le Tibet à l’exception de l’indépendance pourraient être réglées par des négociations ». Il propose que le dalaï-lama envoie des délégations d'enquête au Tibet afin d'observer les conditions de vie des Tibétains. Les autorités chinoises pensent que les délégations seraient impressionnées par les progrès réalisés au Tibet et par la solidarité des Tibétains avec la nation chinoise.
En 2002, cinq décennies après voir fui le Tibet, Gyalo Thondup y retourne, à l'invitation de la Chine. À l'en croire, tout avait changé, sauf les montagnes et les fleuves.

### Carrière politique
Gyalo Thondup est Premier ministre du gouvernement tibétain en exil seulement deux ans, entre 1991 et 1993 avant de devenir ministre de la sécurité pour un an en 1993.

### Mort
Gyalo Thondup meurt le 8 février 2025 à Kalimpong à l’âge de 97 ans. Le 9 février, le dalaï-lama préside une prière commémorative au monastère de Tashi Lhunpo à Bylakuppe, honorant son dévouement et sa détermination et priant pour sa renaissance pour continuer à servir la cause tibétaine à ses côtés, comme il le souhaitait. Il est incinéré le 11 février en présence de centaines de Tibétains dont sa soeur Jestum Pema, ses deux fils, Ngawang Tanpa Thondup et Khedroob Thondup, le président tibétain Penpa Tsering, la ministre tibétaine Dolma Gyari, des représentants du Sikkim dont Senora Namchu, le président de l'assemblée Mingma Narbu Sherpa (en), le ministre Sonam Lama (en), Aditya Tamang (en) et Manoj Daju,.

## Publications
- (en) Tibetan Refugee Self-help Centre: Darjeeling : A Report, 1970
- (en) Avec Anne F. Thurston, The Noodle Maker of Kalimpong: The Untold Story of the Dalai Lama and the Secret Struggle for Tibet, PublicAffairs, 2015,  (ISBN 1610392906 et 9781610392907)